# ایستگاه قطار باتروورت
ایستگاه قطار باتروورت (انگلیسی: Butterworth railway station) یک ایستگاه قطار مالزی است که در شهر باتروورت، ایالت پنانگ واقع شده و به نام شهر نامگذاری شده‌است.
این ایستکاه تحت سیستم حمل و نقل ریلی کی تی ام  یی تی اس و کی تی ام کوموتر بخش شمالی مشغول خدمت رسانی است. این ایستگاه در سابق به عنوان نقطه پایانی مسیر جنوبی قطار سریع‌السیر بین‌المللی از بانکوک، تایلند، که در حال حاضر نقطه پایانی آن در پادانگ بسار قرار دارد، انجام وظیفه می‌کرد.